# Seriously, Live! World Tour
The Seriously, Live! World Tour fue una gira de conciertos realizada por el cantante y compositor británico Phil Collins, la cual se llevó a cabo entre Febrero y Octubre de 1990, promocionando a su cuarto álbum ...But Seriously de 1989. El éxito de la gira del álbum, mantuvo posteriormente la popularidad de Collins como solista.
A lo largo de la gira, Collins interpretó canciones en directo y fueron publicadas en el álbum en vivo Serious Hits... Live!. El concierto en Berlín, dado el 15 de julio de 1990, fue filmado y posteriormente publicado en VHS y en DVD, bajo el mismo título que el álbum.
Evento para televisión de pago, fue grabado durante la última presentación en el Madison Square Garden de Nueva York.

## Lista de canciones
- "Hand in Hand"
- "Behind The Lines"
- "Hang in Long Enough"
- "Against All Odds"
- "Don't Lose My Number"
- "Inside Out"
- "Do You Remember?"
- "Who Said I Would"
- "Another Day in Paradise"
- "Separate Lives" (dueto con Bridgette Bryant)
- "Saturday Night and Sunday Morning"
- "The West Side"
- "That's Just the Way It Is"
- "Something Happened on the Way to Heaven"
- "Doesn't Anybody Stay Together Anymore"
- "One More Night"
- "Colours"
- "In the Air Tonight"
- "You Can't Hurry Love"
- "Two Hearts"
- "Sussudio"
- "A Groovy Kind of Love"
- "Easy Lover"
- "Always"
- "Take Me Home"

## Fechas de conciertos
| Fecha                    | Ciudad             | País           | Estadio                           |
| Asia y Oceanía           | Asia y Oceanía     | Asia y Oceanía | Asia y Oceanía                    |
| ------------------------ | ------------------ | -------------- | --------------------------------- |
| 23 de febrero de 1990    | Nagoya             | Japan          | Seto-Shi Bunka Centre (Rehearsal) |
| 26 de febrero de 1990    | Nagoya             | Japan          | Seto-Shi Bunka Centre (Rehearsal) |
| 27 de febrero de 1990    | Osaka              | Japan          | Castle Hall                       |
| 28 de febrero de 1990    | Osaka              | Japan          | Castle Hall                       |
| 3 de marzo de 1990       | Hiroshima          | Japan          | Hiroshima Sun Plaza               |
| 5 de marzo de 1990       | Yokohama           | Japan          | Yokohama Arena                    |
| 6 de marzo de 1990       | Tokio              | Japan          | Yoyogi National Gymnasium         |
| 7 de marzo de 1990       | Tokio              | Japan          | Yoyogi National Gymnasium         |
| 8 de marzo de 1990       | Tokio              | Japan          | Yoyogi National Gymnasium         |
| 9 de marzo de 1990       | Tokio              | Japan          | Yoyogi National Gymnasium         |
| 13 de marzo de 1990      | Sídney             | Australia      | Entertainment Centre              |
| 14 de marzo de 1990      | Sídney             | Australia      | Entertainment Centre              |
| 15 de marzo de 1990      | Sídney             | Australia      | Entertainment Centre              |
| 17 de marzo de 1990      | Brisbane           | Australia      | Entertainment Centre              |
| 18 de marzo de 1990      | Brisbane           | Australia      | Entertainment Centre              |
| 19 de marzo de 1990      | Brisbane           | Australia      | Entertainment Centre              |
| 21 de marzo de 1990      | Melbourne          | Australia      | Melbourne Park                    |
| 23 de marzo de 1990      | Melbourne          | Australia      | Melbourne Park                    |
| 24 de marzo de 1990      | Melbourne          | Australia      | Melbourne Park                    |
| 25 de marzo de 1990      | Melbourne          | Australia      | Melbourne Park                    |
| 27 de marzo de 1990      | Sídney             | Australia      | Entertainment Centre              |
| 28 de marzo de 1990      | Sídney             | Australia      | Entertainment Centre              |
| 29 de marzo de 1990      | Sídney             | Australia      | Entertainment Centre              |
| 31 de marzo de 1990      | Adelaide           | Australia      | Memorial Drive Park               |
| 4 de abril de 1990       | Perth              | Australia      | Enterianment Centre               |
| 5 de abril de 1990       | Perth              | Australia      | Enterianment Centre               |
| Europa #1                |                    |                |                                   |
| 16 de abril de 1990      | Bruselas           | Bélgica        | Forest National                   |
| 17 de abril de 1990      | París              | Francia        | Palais Omnisports de Paris-Bercy  |
| 18 de abril de 1990      | París              | Francia        | Palais Omnisports de Paris-Bercy  |
| 19 de abril de 1990      | París              | Francia        | Palais Omnisports de Paris-Bercy  |
| 20 de abril de 1990      | París              | Francia        | Palais Omnisports de Paris-Bercy  |
| 22 de abril de 1990      | Londres            | Reino Unido    | Royal Albert Hall                 |
| 24 de abril de 1990      | Berlín             | Alemania       | Deutschlandhalle                  |
| 28 de abril de 1990      | Londres            | Reino Unido    | Wembley Arena                     |
| 29 de abril de 1990      | Londres            | Reino Unido    | Wembley Arena                     |
| 30 de abril de 1990      | Londres            | Reino Unido    | Wembley Arena                     |
| 1 de mayo de 1990        | Londres            | Reino Unido    | Wembley Arena                     |
| 2 de mayo de 1990        | Londres            | Reino Unido    | Wembley Arena                     |
| 4 de mayo de 1990        | Róterdam           | Países Bajos   | Ahoy                              |
| 5 de mayo de 1990        | Hamburgo           | Alemania       | Congresshalle                     |
| 6 de mayo de 1990        | Gotemburgo         | Suecia         | Scandinavium                      |
| 8 de mayo de 1990        | Estocolmo          | Suecia         | Globe Arena                       |
| 10 de mayo de 1990       | Fráncfort del Meno | Germany        | Festhalle Frankfurt               |
| 12 de mayo de 1990       | Múnich             | Germany        | Olympiahalle                      |
| 15 de mayo de 1990       | Zúrich             | Suiza          | Hallenstadion                     |
| 17 de mayo de 1990       | Milán              | Italia         | Palatrussardi                     |
| 19 de mayo de 1990       | Lyon               | France         | Halle Tony Garnier                |
| 20 de mayo de 1990       | Nîmes              | France         | Arena of Nîmes                    |
| 21 de mayo de 1990       | Barcelona          | España         | Palau Municipal d'Esports         |
| 23 de mayo de 1990       | Madrid             | España         | Palacio de los Deportes           |
| 26 de mayo de 1990       | Paris              | France         | Palais Omnisports de Paris-Bercy  |
| Norteamérica #1          |                    |                |                                   |
| 29 de mayo de 1990       | Uniondale          | EE.UU.         | Nassau Coliseum                   |
| 14 de junio de 1990      | Rosemont           | EE.UU.         | Rosemont Horizon                  |
| 15 de junio de 1990      | Rosemont           | EE.UU.         | Rosemont Horizon                  |
| 16 de junio de 1990      | Rosemont           | EE.UU.         | Rosemont Horizon                  |
| 17 de junio de 1990      | Rosemont           | EE.UU.         | Rosemont Horizon                  |
| 20 de junio de 1990      | Inglewood          | EE.UU.         | Great Western Forum               |
| 21 de junio de 1990      | Inglewood          | EE.UU.         | Great Western Forum               |
| 23 de junio de 1990      | Inglewood          | EE.UU.         | Great Western Forum               |
| 24 de junio de 1990      | Inglewood          | EE.UU.         | Great Western Forum               |
| 25 de junio de 1990      | Inglewood          | EE.UU.         | Great Western Forum               |
| Europa #2                |                    |                |                                   |
| 30 de junio de 1990      | Stevenage          | England        | Knebworth Park                    |
| 1 de julio de 1990       | Edinburgh          | Scotland       | Royal Highland Showground         |
| 5 de julio de 1990       | Dublín             | Ireland        | Point Theatre                     |
| 6 de julio de 1990       | Dublín             | Ireland        | Point Theatre                     |
| 7 de julio de 1990       | Birmingham         | England        | NEC                               |
| 8 de julio de 1990       | Birmingham         | England        | NEC                               |
| 9 de julio de 1990       | Birmingham         | England        | NEC                               |
| 10 de julio de 1990      | Birmingham         | England        | NEC                               |
| 12 de julio de 1990      | Dortmund           | Germany        | Westfalenhallen                   |
| 13 de julio de 1990      | Dortmund           | Germany        | Westfalenhallen                   |
| 14 de julio de 1990      | Berlín             | Germany        | Waldbuhne Amphitheatre            |
| 15 de julio de 1990      | Berlín             | Germany        | Waldbuhne Amphitheatre            |
| Norteamérica #2          |                    |                |                                   |
| 10 de agosto de 1990     | East Rutherford    | United States  | Meadowlands Arena                 |
| 11 de agosto de 1990     | East Rutherford    | United States  | Meadowlands Arena                 |
| 13 de agosto de 1990     | Montreal           | Canadá         | Montreal Forum                    |
| 14 de agosto de 1990     | Montreal           | Canadá         | Montreal Forum                    |
| 16 de agosto de 1990     | Auburn Hills       | EE.UU.         | Palace of Auburn Hills            |
| 17 de agosto de 1990     | Auburn Hills       | EE.UU.         | Palace of Auburn Hills            |
| 19 de agosto de 1990     | Richfield          | EE.UU.         | Richfield Coliseum                |
| 20 de agosto de 1990     | Richfield          | EE.UU.         | Richfield Coliseum                |
| 22 de agosto de 1990     | Filadelfia         | EE.UU.         | The Spectrum                      |
| 23 de agosto de 1990     | Filadelfia         | EE.UU.         | The Spectrum                      |
| 24 de agosto de 1990     | Filadelfia         | EE.UU.         | The Spectrum                      |
| 25 de agosto de 1990     | Filadelfia         | EE.UU.         | The Spectrum                      |
| 27 de agosto de 1990     | Landover           | EE.UU.         | Capital Centre                    |
| 28 de agosto de 1990     | Landover           | EE.UU.         | Capital Centre                    |
| 29 de agosto de 1990     | Burgettstown       | EE.UU.         | Starlake Amphitheatre             |
| 30 de agosto de 1990     | Burgettstown       | EE.UU.         | Starlake Amphitheatre             |
| 1 de septiembre de 1990  | Chapel Hill        | EE.UU.         | Dean E. Smith Center              |
| 2 de septiembre de 1990  | Atlanta            | EE.UU.         | Lakewood Amphitheatre             |
| 3 de septiembre de 1990  | Birmingham         | EE.UU.         | Civic Centre Coliseum             |
| 4 de septiembre de 1990  | Nashville          | EE.UU.         | Starwood Amphitheatre             |
| 7 de septiembre de 1990  | Houston            | EE.UU.         | The Summit                        |
| 8 de septiembre de 1990  | Dallas             | EE.UU.         | Starplex Amphitheatre             |
| 9 de septiembre de 1990  | Dallas             | EE.UU.         | Starplex Amphitheatre             |
| 11 de septiembre de 1990 | Denver             | EE.UU.         | McNichols Arena                   |
| 13 de septiembre de 1990 | Vancouver          | Canadá         | PNE Coliseum                      |
| 14 de septiembre de 1990 | Tacoma             | United States  | Tacoma Dome                       |
| 15 de septiembre de 1990 | Tacoma             | United States  | Tacoma Dome                       |
| 17 de septiembre de 1990 | Mountain View      | United States  | Shoreline Amphitheatre            |
| 18 de septiembre de 1990 | Mountain View      | United States  | Shoreline Amphitheatre            |
| 19 de septiembre de 1990 | Mountain View      | United States  | Shoreline Amphitheatre            |
| 20 de septiembre de 1990 | Sacramento         | United States  | ARCO Arena                        |
| 22 de septiembre de 1990 | Irvine             | United States  | Irvine Meadows Amphitheatre       |
| 23 de septiembre de 1990 | Irvine             | United States  | Irvine Meadows Amphitheatre       |
| 24 de septiembre de 1990 | Los Ángeles        | United States  | Wiltern Theatre                   |
| 25 de septiembre de 1990 | Upper Darby        | United States  | Tower Theatre                     |
| 27 de septiembre de 1990 | Nueva York         | United States  | Beacon Theatre                    |
| 28 de septiembre de 1990 | Nueva York         | United States  | Madison Square Garden             |
| 29 de septiembre de 1990 | Nueva York         | United States  | Madison Square Garden             |
| 30 de septiembre de 1990 | Nueva York         | United States  | Madison Square Garden             |
| 1 de octubre de 1990     | Nueva York         | United States  | Madison Square Garden             |
| 2 de octubre de 1990     | Nueva York         | United States  | Madison Square Garden             |
| 3 de octubre de 1990     | Nueva York         | United States  | Madison Square Garden             |

## Banda
Phil fue conservando la mayor parte de sus músicos que se le habían sumado en la gira The No Jacket Required World Tour. Brad Cole se hizo cargo de los teclados, mientras que un trío de coristas unió a este grupo de concierto. Durante la gira, de la banda fue apodada como "The Serious Guys, the Seriousettes y the Phenix Horns."

### The Serious Guys
- Phil Collins: Vocalista, Piano, Batería
- Leland Sklar: Bajo
- Daryl Stuermer: Guitarra
- Chester Thompson: Batería
- Brad Cole: Teclados

### The Seriousettes
- Bridgette Bryant: Coro
- Arnold McCuller: Coro
- Fred White: Coro

### The Phoenix Horns
- Harry Kim: Trompeta
- Rahmlee Michael Davis: Trompeta
- Don Myrick: Saxo alto
- Louis "Lui Lui" Satterfield: Trombón